# John Burritt
John Ray Burritt  (* 23. Juni 1934 in Cedaredge, Colorado; † 7. Januar 2015) war ein US-amerikanischer Skilangläufer und Biathlet.
John Burritt war ein vielseitiger Sportler. Er war Ringer, Leichtathlet und gewann 1951 mit der Mannschaft aus Hotchkiss die Colorado state high school football-Meisterschaft. Als Boxer war er Meister der Ragion Western Slope in Colorado in der Gewichtsklasse bis 78 Kilogramm. Mit dem Wechsel zum Western State College fing er an auch Skilanglauf zu betreiben und nahm 1955 und 1956 an den NCAA-Meisterschaften teil. Höhepunkt der sportlichen Karriere war die Teilnahme am ersten olympischen Biathlon-Rennen der Geschichte bei den Olympischen Spielen 1960 in Squaw Valley. Mit einer Zeit von einer Stunde und 36:36.8 Minuten war er nur der sechstschlechteste Läufer der 30 Teilnehmer, profitierte jedoch von seiner vergleichsweise guten Schießleistung. Burrit traf 15 der 20 Ziele und handelte sich somit nur zehn Strafminuten ein. Damit beendete er das Rennen auf dem 14. Platz der Gesamtwertung und war damit der beste Starter seines Nationalverbandes. Nach seiner aktiven Karriere arbeitete er als Laborant und Röntgenspezialist am Delta Memorial Hospital in Delta, Colorado. Nachdem er sich 1980 zunächst als Pensionär auf die Farm der Familie zurückgezogen hatte, baute er wenig später ein Ferienhaus und einen Berg für alpinen Skisport in Grand Mesa, wo er als Skilehrer arbeitete.